# Haemaphysalis chordeilis
Haemaphysalis chordeilis este o specie de căpușe din genul Haemaphysalis, familia Ixodidae, descrisă de Alpheus Spring Packard în anul 1869. Conform Catalogue of Life specia Haemaphysalis chordeilis nu are subspecii cunoscute.